# Beul (Landkreis Altenkirchen)
Beul ist ein Ortsteil sowohl von Busenhausen als auch von Heupelzen im Landkreis Altenkirchen in Rheinland-Pfalz.

## Name
Die Bezeichnung Beul stammt ursprünglich aus dem Althochdeutschen. Dort bedeutet buhil so viel wie Biegung der Erde gleich Bühel, Böjel oder Beujel, in heutiger Mundart Böijel.

## Geographie

### Lage
Beul liegt sechs Kilometer nördlich von Altenkirchen auf der Wasserscheide zwischen Sieg und Wied an der L 267 unterhalb des 388 m hohen Beulskopfes. Südöstlich des Ortes liegt das Quellgebiet des Heupelzerbaches, dieser entwässert in die Wied. Nachbarortschaften im Uhrzeigersinn sind Birkenbeul, Weißenbrüchen, Pfaffenseifen, Hilgenroth, Obererbach, Bachenberg, Busenhausen, Kettenhausen, Heupelzen und Ölsen. Die beiden Ortsteile befinden sich links und rechts der Durchgangsstraße, die gleichzeitig Gemarkungsgrenze zwischen Heupelzen und Busenhausen ist.

### Geologie
Der Untergrund besteht meist aus Basalt, der im Tertiär durch Vulkanismus entstanden ist. Kulturhistorische Bedeutung erlangt die Gegend um Beul in besonderem Maße durch den Erzbergbau, der Ende des 18. Jahrhunderts hier ansässig war. Außerdem wird auf alte Rennofenanlagen verwiesen, die wahrscheinlich zwischen dem 9. und 11. Jahrhundert in Betrieb gewesen sind.

### Wald
Der Wald um den Beulskopf gehört heute 16 Waldberechtigten der Waldinteressentenschaft der Gemeinde Heupelzen. Wegen erheblicher Meinungsverschiedenheiten zwischen den politischen Gemeinden und den Waldberechtigen, kam es zwischen 1851 und 1877 zu Klagen und Urteilen in verschiedenen Instanzen. Das königliche Spruch-Collegium für landwirtschaftliche Angelegenheiten zu Coblenz entschied zugunsten der damals 13 Anteilseigner von Heupelzen.

## Geschichte
Ein erster Bewohner des Ortes wird bereits 1450 im Mirakelbuch zu Hilgenroth mit einem Hof zum Beull erwähnt. Im reformierten Kirchenbuch von Altenkirchen tauchen 1606 die Beugeelshöff auf, 1744 werden bereits drei Höfe in Beul aufgeführt. Alle diese Gehöfte lagen auf dem Gebiet der Gemarkung Busenhausen. Eigentümer des Hofes auf dem hinteren Beul wurde schließlich 1841 der Großgrundbesitzer Everhard Freiherr Geyr von Schweppenburg aus Köln, der schon 1836 das verfallene Klostergebäude Kloster Marienthal aufgekauft hatte und neben diesem Hof weitere Ländereien kaufte, die er jeweils mit katholischen Pächtern besetzte. Die Grundstücke auf der westlichen Straßenseite wurden 1842 nach dem Tod des Eigentümers Heinrich Wilhelm Saßeroth versteigert. Die Erwerber der Parzellen bauten beiderseits der Straße Wohnhäuser und bewirkten so die Entstehung des Ortes Beul als gemeindemäßig geteiltes Straßendorf. Im Jahr 1906 standen auf der Heupelzer Seite nur zwei Wohnhäuser. In den Jahren 1949 bis 1951 wurde von der katholischen Bevölkerung von Heupelzen und Beul vorwiegend in Einzelleistung eine Kapelle in der Ortsmitte von Beul errichtet, die schon 1973 durch eine größere Kirche mit Pfarrsaal ersetzt wurde. Diese Filialkirche St. Aloysius zu Beul gehört zur Pfarrei Altenkirchen. In Beul steht seit Mai 1990 der Raiffeisen-Aussichtsturm, ein Holzturm mit 35 m Höhe.

### Wahrzeichen
der Region ist der 35 m hohe hölzerne Raiffeisen-Turm auf dem Beulskopf, der höchsten Erhebung der Verbandsgemeinde Altenkirchen. Er bietet eine Fernsicht ins Rothaargebirge sowie zur Hohen Acht in der Eifel in 57 km Entfernung, und bei gutem Wetter kann man auch den Kölner Dom entdecken. Der Turm ist zu Silvester eine Attraktion.

### Straßenbezeichnung
In Beul enden die Straßen meist mit Weg, während sie in Busenhausen oft auf Straße enden.

## Politik

### Zugehörigkeit
Der Ort Beul gehört zu zwei Nachbargemeinden, der östliche Teil zu Busenhausen, der westliche zu Heupelzen und diese zur Verbandsgemeinde Altenkirchen.

### Ortsbürgermeister
Für Busenhausen ist Wolfgang Eichelhardt zuständig und für Heupelzen Rainer Düngen.

### Einwohner
Auf der Busenhausener Seite wohnen 110 Personen und auf der Seite von Heupelzen 50, zusammen also 160 Bewohner (mit Haupt- und Nebenwohnsitz), davon sind 74 weiblich und 86 männlich. Die meisten Bewohner von Beul, nämlich genau 83, sind Katholiken, 44 sind evangelischer Konfession, zu den übrigen 33 gibt es keine Angaben.

## Katholische Kirchengemeinde

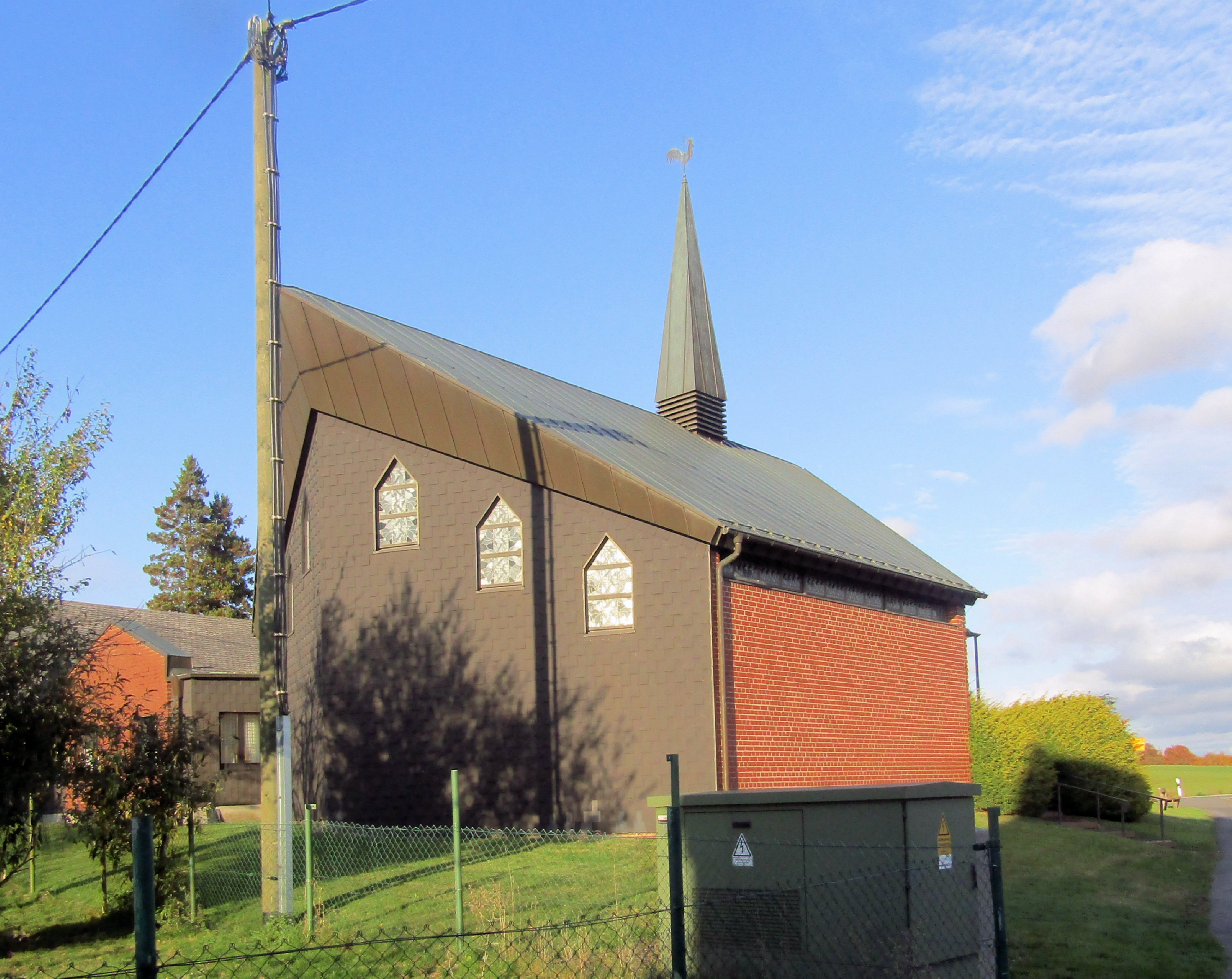
Kirche St. Aloisius

Die Kirche in Beul gehört zum Seelsorgebereich von Sankt Jakobus major in Altenkirchen. Zu Sankt Jakobus major gehören außerdem noch die Kirchen Weyerbusch, Hamm und Marienthal.
Die Kirche in Beul wurde 1973 erbaut und dem Heiligen Aloisius geweiht. Die römisch-katholische Kirchengemeinde gehört zu St. Jakobus Major in Altenkirchen.
Das an die Kirche anschließende Gemeindehaus wurde vor Jahren von Mitgliedern der römisch-katholischen Ortsgemeinde in Eigenregie erbaut. Es eignet sich für Veranstaltungen und Feste.

## Windkraftanlagen
Der Flächennutzungsplan der Verbandsgemeinde Altenkirchen zur Ausweisung von Flächen für Windkraftanlagen wird von der Verbandsgemeinde fortgeschrieben. Die Verbandsgemeinde verfügt über drei mögliche Standorte für Windkraftanlagen – einer davon in der Gemarkung Busenhausen.
Die Windkraftanlagen würden in unmittelbarer Nachbarschaft von Beul erstellt.

## Tourismus
Zur Entwicklung eines sanften Tourismus sollen die neu angelegten Radwanderwege der Verbandsgemeinde, die regionalen Wanderwege (z. B. Turmweg, LandFrauenroute) und die das Gebiet durchziehenden überregionalen Wanderwege (z. B. Kölnerweg K) beitragen.
Unterhalb des Beulskopfes, in der Nähe des Raiffeisen-Turmes liegt die Pension und Gaststätte Hubertushöhe.

### Wanderwege
Die Alte Kohlstraße – vom Transportweg zum Wanderpfad ist ein 15 km langer Rundkurs des Landfrauenverbandes des Landkreises Altenkirchen. Früher wurde auf der Kohlstraße Holzkohle aus den Meilern ins Siegerland zu den Hütten transportiert. Der heutige Rundweg beginnt in Helmenzen und führt über Wölmersen, mit einem Abstecher zum 364 m hohen Böckemech mit Blick ins Irsetal und Bergisches Land, weiter über Birkenbeul, Beulskopf, Beul und Busenhausen zurück nach Helmenzen. Der Wanderweg folgt der ursprünglichen Kohlstraße z. T. zwischen Wölmersen und dem Beulskopf.
Wanderwege des Westerwaldvereins e. V.:
Der Sieg-Höhenweg (S) führt von der Stadt Blankenberg über Irlenborn, Leuscheid, Kuchhausen, Niederirsen, Beulskopf, Beul, Hilgenroth, Kloster Marienthal nach Kirchen-Freusburg. Der Kölnerweg (K) führt von Bergisch Gladbach im großen Bogen über Herchen, Birkenbeul, vorbei am Beulskopf und Beul, über Hilgenroth, Kloster Marienthal, längst der Nister, Abtei Marienstatt, Hachenburg, Bad Marienberg (Westerwald) und zurück über den Dreifelder Weiher, Selters, Dierdorf, Horhausen, Neustadt (Wied) nach Königswinter. Der Weg römisch I führt von Königswinter über Weyerbusch, Birnbach, z. T. auf der Alten Kohlstraße, vorbei am Beulskopf, über Hilgenroth, Kloster Marienthal, längs der Nister, Abtei Marienstatt, Hachenburg, Bad Marienberg (Westerwald) nach Herborn. Letzterer ist auch ein Teil der Klostertour.